# 克拉克代爾 (阿肯色州)
克拉克代爾（英語：Clarkedale）是一個位於美國阿肯色州克里坦登縣的城市。

## 地理
克拉克代爾的座標為35°18′33″N 90°14′10″W / 35.30917°N 90.23611°W，而該地的平均海拔高度為69米（即226英尺）。

## 人口
根據2020年美國人口普查的數據，克拉克代爾的面積為29.62平方千米，當中陸地面積為29.62平方千米，而水域面積為0.00平方千米。當地共有人口336人，而人口密度為每平方千米11人。